# Pustějov
Pustějov település Csehországban, Nový Jičín-i járásban. Pustějov Studénka, Hladké Životice, Bartošovice, Bílov és Kujavy településekkel határos. Lakosainak száma 975 fő (2024. január 1.).

## Népesség
A település lakosságának változását az alábbi diagram mutatja:
| Lakosok száma | 1126 | 1023 | 993  | 886  | 981  | 969  | 994  | 972  | 940  | 975  |
|               | 1869 | 1900 | 1921 | 1961 | 1980 | 2011 | 2016 | 2019 | 2021 | 2024 |